# Њижње Репаше
Њижње Репаше (слч. Nižné Repaše) насељено је мјесто са административним статусом сеоске општине (слч. obec) у округу Љевоча, у Прешовском крају, Словачка Република.

## Становништво
| Година:    | 1994. | 2004.    | 2014.    | 2024.    |
| ---------- | ----- | -------- | -------- | -------- |
| Број људи: | 251   | 212      | 183      | 149      |
| Разлика:   |       | -15,53 % | -13,67 % | -18,57 % |

| Година:    | 2023. | 2024. |
| ---------- | ----- | ----- |
| Број људи: | 149   | 149   |
| Разлика:   |       | +0 %  |

Према подацима о броју становника из 2011. године насеље је имало 186 становника.